# Ingalena Klenell

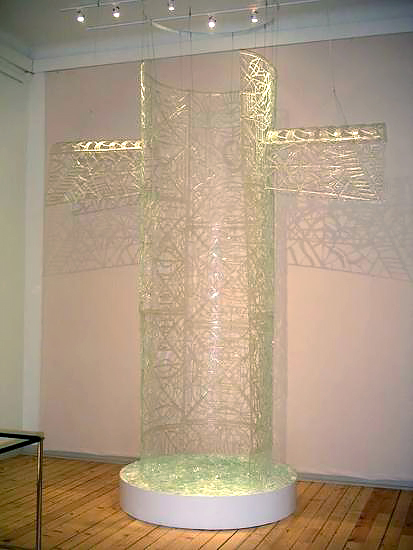
Glasskulptur/Installation Katedral av Ingalena Klenell 2004. Gjordes till utställningen Det finns ett hemligt tecken (Sakral konst) Värmlands museum och Relevationes Extravagantes i Vadstena slott (bombtornet) 2004, Birgittajubilariet.

Ingalena Klenell, född 23 maj 1949 i Kristinehamn, är en svensk glaskonstnär. Hon är gift med glaskonstnären Ragnar Klenell.

## Biografi
Klenell studerade vid KV konstskola i Göteborg 1973–1976, Hantverkets Folkhögskola i Leksand, Rönnowska skolan, Glasskolan i Orrefors 1978-1989, Arbetsförmedlingen kultur/media i Örebro, Konstfackskolan 1989, Karlstad universitet 1995–1997, Expressive Arts i Stockholm 2001–2005, Göteborgs universitet 2007, Konstfackskolan 2007 och vid Kungliga Tekniska högskolan i Stockholm 2008–2009.
Hon har bland annat deltagit i utställningarna Steninge World Glass på Steninge Slott, Sixth Sense i Dala Floda kyrka, Taking Down Heaven på Alma Löv Museum, Glimmering Gone Klenell/Lipman på Museum of Glass i Tacoma USA, Landskap och minnen på Galleri Björken i Sunne,  Ingalena Klenell In Collaboration på Värmlands Museum, Art on the border i Ørje Brug Norge, European Glass Context på Bornholm Danmark, Varbergs museum, Future is a Long Story på House of Sweden i Washington DC USA och Mörker Mörka Mörkt Kristaller på Kristinehamns konstmuseum.
Hon har tilldelats stipendium från Bildkonstnärsfonden, Wermlandsbankens stipendium, Sunne kulturstipendium, Christian Erikssons ateljéstipendium Stockholm, EU grant to visit Bullseye Glass Factory in Portland USA, The American-Scandinavian Foundation 2001, Årets kvinna i och för näringslivet 2003, Värmlands konstförenings Thor Fagerkvist stipendium 2006,Statligt arbetsstipendium 2010, Frödingstipendiet i Värmland 2011, Statligt arbetsstipendium 2012 och Konsthantverkets Vänner 2012.
Klenell är representerad vid Smålands museum i Växjö, The National Public Art Council Sweden Museum of Design and Applied Arts på Gardabaer Island, Kulturen i Lund, Sweden Museum of Glass i Tacoma WA USA.